# Te busco
Te Busco es una película colombiana dirigida por Ricardo Coral y estrenada el 20 de diciembre de 2002. Relata la historia de William, un niño de 5 años cuyo tío Gustavo decide armar una orquesta para conquistar a una hermosa cantante.

## Argumento
Ambientada en los años 80, William (Rubio) es un niño que vive la mayor parte de su tiempo con su tío Gustavo (Diaz) quien enamorado de Jazmín, una hermosa cantante decide armar una orquesta con varios amigos y hace partícipe y cómplice a William de sus inalcanzables sueños.
William vive así las aventuras de su tío Gustavo, descubre así la amistad, el amor, la traición. Pierde en este su viaje, la inocencia y parte de su niñez.